# Museo dei trasporti di Glasgow
Il Museo dei trasporti di Glasgow (Glasgow Museum of Transport / Glesga Museum o Transport) a Glasgow (Scozia) fu fondato nel 1964 e inizialmente localizzato in un ex deposito di tram a Pollokshields. Nel 1987 il museo fu trasferito nel complesso cittadino della Kelvin Hall, poi spostato nella sua attuale ubicazione nell'edificio del Museo di Riverside a Glasgow Harbour nel 2011.

## Storia
Il Museo dei trasporti fu fondato per la prima volta nel 1964. Creato sulla scia della chiusura del sistema tranviario di Glasgow nel 1962, fu inizialmente localizzato nell'ex deposito di tram di Coplawhill su Albert Drive a Pollokshields, prima di spostarsi alla Kelvin Hall. Il vecchio edificio fu successivamente convertito nel centro d'arte di Tramway.
Il museo fu poi ubicato dentro la Kelvin Hall di fronte alla Kelvingrove Art Gallery and Museum nel West End di Glasgow. La Kelvin Hall fu costruita nel 1927, originariamente come centro espositivo, ma fu convertita nel 1987 per ospitare il Museo dei trasporti e l'Arena sportiva internazionale Kelvin Hall. 
Lo stesso sito della Kelvin Hall chiuse i battenti nell'aprile 2010, mentre il museo si spostava nella sua terza casa nel Museo di Riverside nel 2011.

## Museo dei trasporti (1987 - 2010)

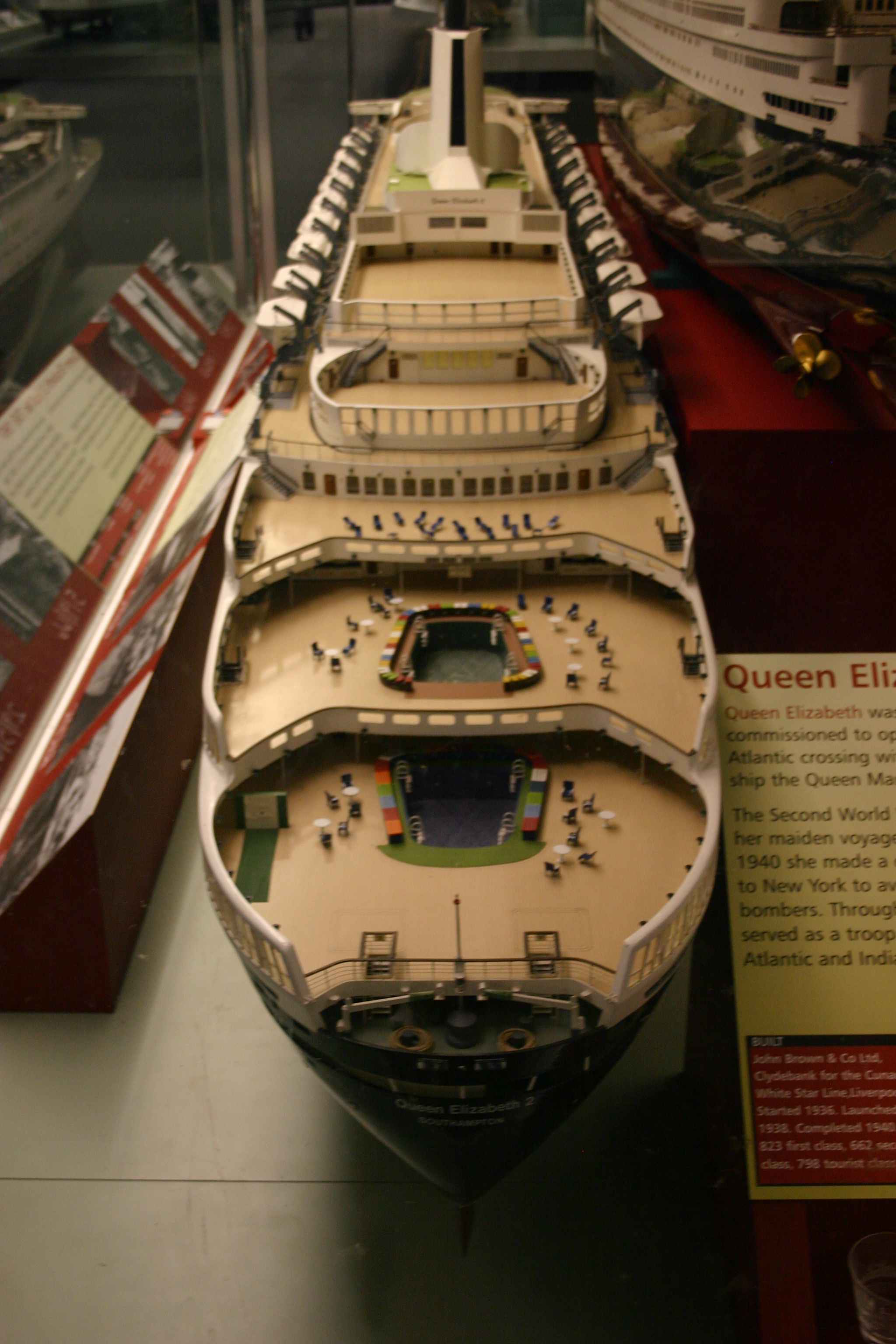
Modello della RMS Queen Elizabeth 2 nella Clyde Room (Kelvin Hall)

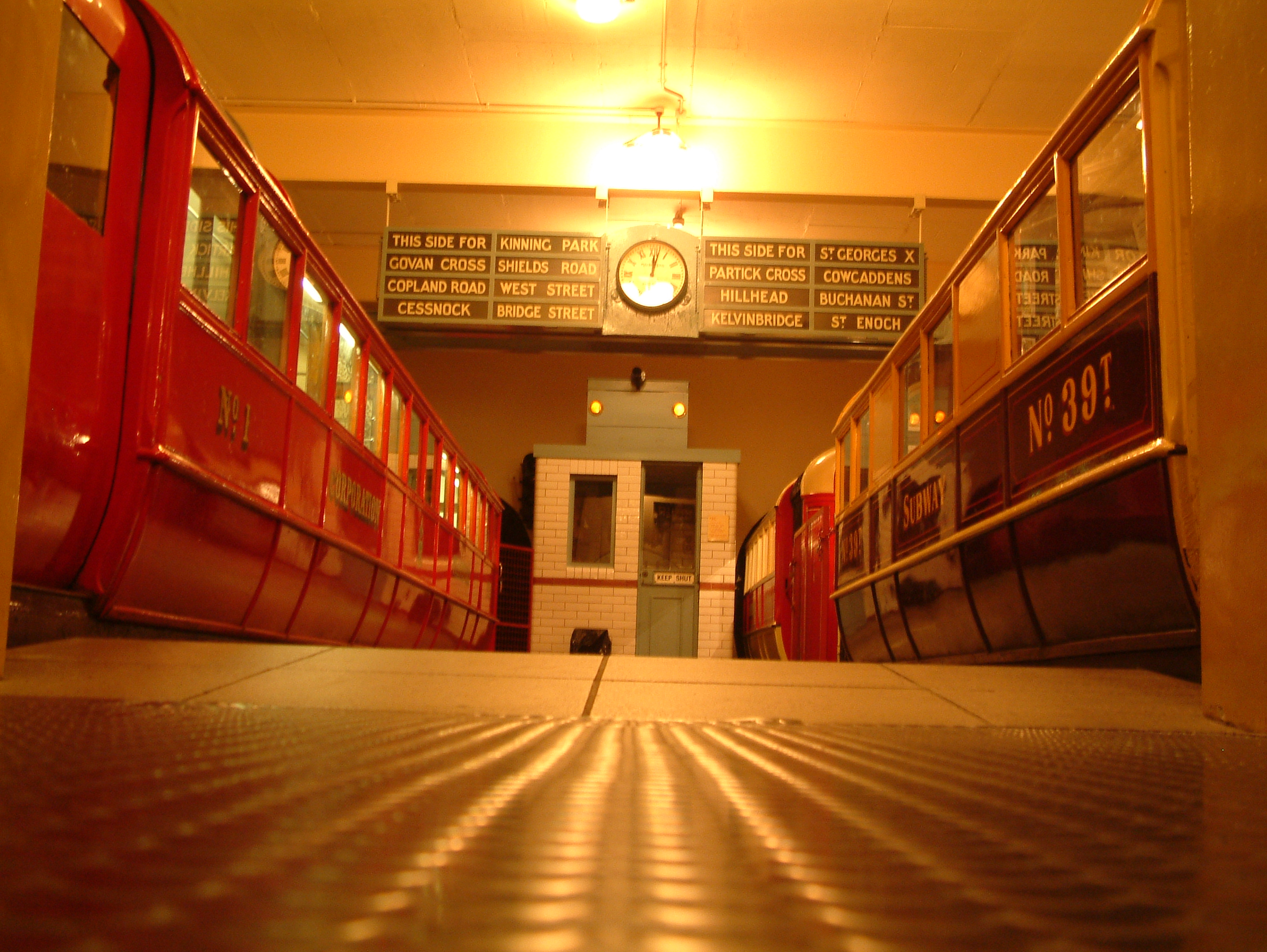
Riproduzione accurata a grandezza naturale di una stazione della Metropolitana di Glasgow prima del 1977, che mostra oggetti recuperati dall'ex stazione della metropolitana di Merkland Street (Kelvin Hall)

Il Museo dei trasporti nella Kelvin Hall era uno dei più popolari musei dei trasporti del Regno Unito, che attraeva mezzo milione di visitatori all'anno ed ospitava molti oggetti di esposizione di importanza nazionale e internazionale.

### Veicoli stradali
Il museo ospitava il più antico ciclo a pedali sopravvissuto e la principale collezione mondiale di automobili e camion fabbricati in Scozia, inclusi esemplari pionieristici dei costruttori scozzesi Argyll, Arrol-Johnston e Albion. Automobili più moderne fabbricate in Scozia, vale a dire la Hillman Imp della Rootes, la Chrysler Avenger e la Chrysler Sunbeam erano anch'esse rappresentate insieme a molte altre autovetture in un grande allestimento simile a un autosalone, sponsorizzato da Arnold Clark.
Erano mostrate tutte le forme di trasporti, dai veicoli trainati da cavalli alle autopompe, dalle motociclette alle roulotte, e perfino le macchine giocattolo e le carrozzine.

### Modelli di nave
Nella Clyde Room vi era una mostra di circa 250 modelli di nave, che rappresentavano il contributo del fiume Clyde e dei suoi costruttori e ingegneri navali al commercio marittimo e alla Royal Navy, incluse la Comet del 1812, la Hood, la Howe, la Queen Mary, la Queen Elizabeth e la QE2.

### Esposizioni di trasporti ferroviari e municipali
Anche la fabbricazione di locomotive era un'importante industria di Glasgow e il museo celebrava il retaggio ferroviario della città, esponendo perfino locomotive quali: 
- Caledonian Railway - Caley No. 123 single driver
- Highland Railway - No. 103, the Jones Goods
- Great North of Scotland Railway - Gordon Highlander No. 49
- Glasgow and South Western Railway - 5 Class 0-6-0T no. 9
- Andrew Barclay 0-6-0 Fireless locomotive, South of Scotland Electricity Board, No. 1
- First ScotRail - Class 380 EMU (modello a grandezza naturale)

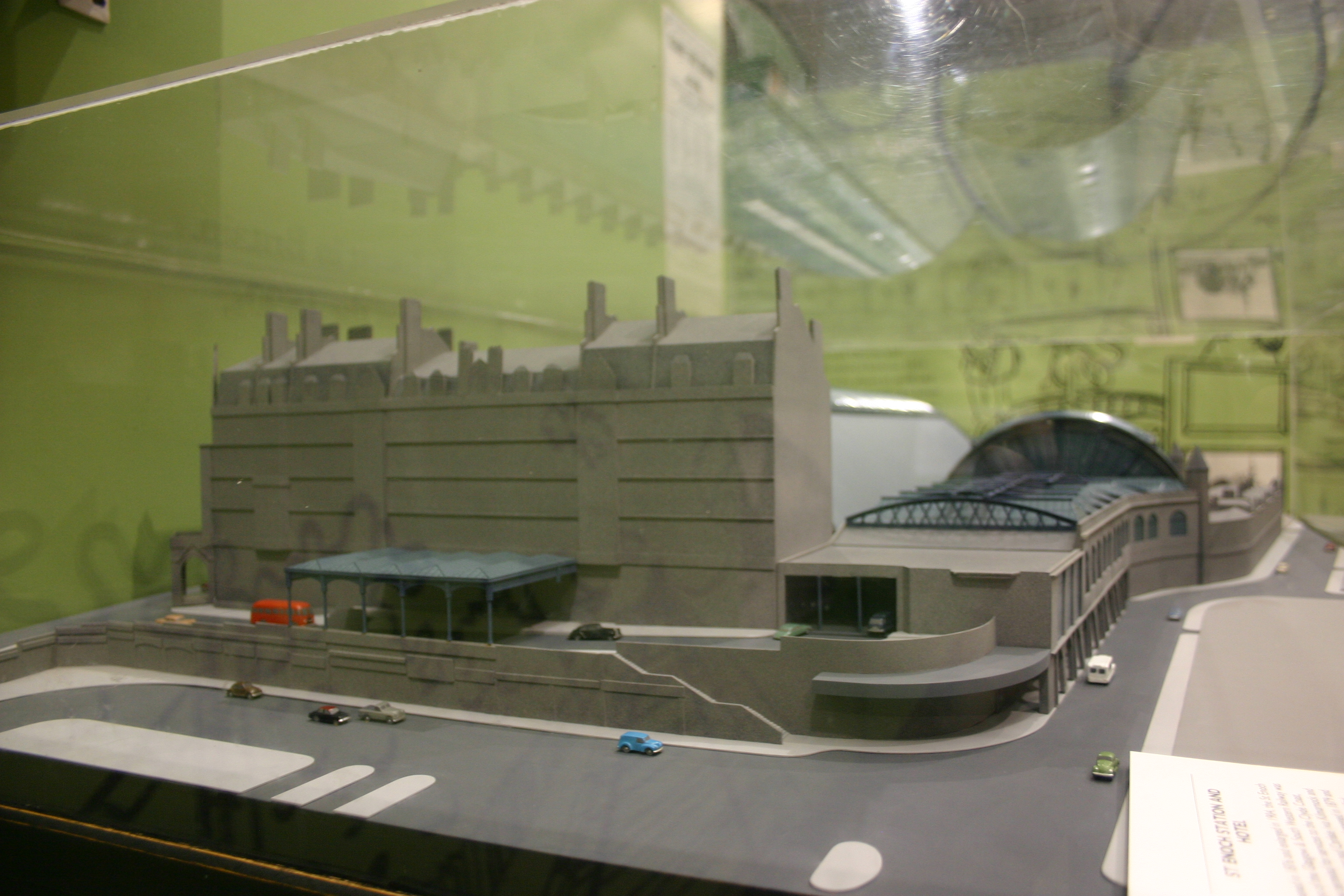
Modello della vecchia stazione di St Enoch nel Museo dei trasporti (Kelvin Hall)

Altri dei principali oggetti esposti mostravano l'evoluzione del sistema di trasporto pubblico di Glasgow e includevano sette carrozze di tram della Glasgow Corporation Tramways di epoche differenti, i trolleybus della Glasgow Corporation Trolleybuses, e la ricostruzione di "Kelvin Street", che miravano a ricreare l'atmosfera della Glasgow degli anni 1930, incluse repliche a grandezza naturale di una stazione della Metropolitana di Glasgow prima del 1977 e il Regal Cinema, che proiettava documentari sui trasporti scozzesi come Seawards the Great Ships.

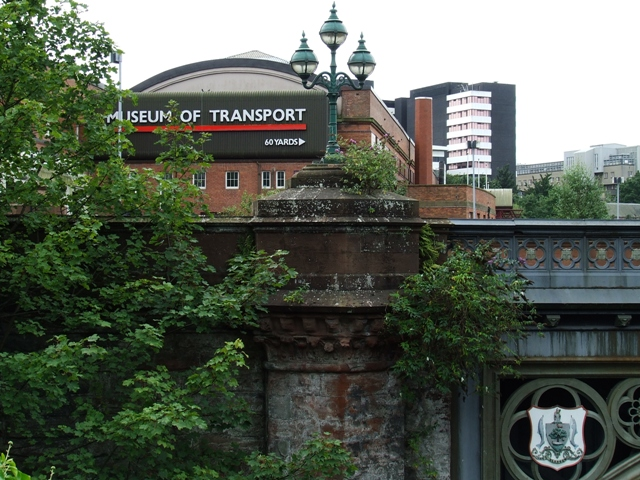
La vecchia sede del museo, nel complesso della Kelvin Hall (2009)

## Nuovo Museo dei trasporti
Il museo a Kelvin Hall chiuse il 18 aprile 2010 e la maggior parte delle sue collezioni furono trasferite nel nuovo Museo di Riverside appositamente costruito a Glasgow Harbour sul Clyde, progettato dalla Zaha Hadid Architects e dallo studio d'ingegneria Buro Happold. Il nuovo museo aprì martedì 21 giugno 2011.